# バリブスレ
バリブスレ（Bali busle）はソマリア/ソマリランドのサナーグ地域にある町。ソマリア内戦後にアカシアを木炭にするために集落が作られ、経済的にプントランドとの結びつきが強い。ソマリランドの行政区分ではダハール地区。
なお、ムドゥグ地域にも同名の町がある。

## 概要
イギリス領ソマリランドの時代、この辺りにはブラーン、Ceel-Doofaar、Xubeera、ハダフティモの4集落のみがあった。ソマリア独立後、ボーリングなどが行われて新たな入植地が作られた。特に1991年にソマリア内戦が始まると、多くの入植地が作られた。バリブスレは1992年に開拓がはじまり、1995年に2次工事が行われた。開拓の主な目的は大都市向けの炭焼きだったとバリブスレの長老が語っている。
炭焼きに使われたのは主に自生するアカシアであり、多くの樹木が伐採された。このためプントランド政府は独立直後の1998年にボサソ港からの木炭の輸出を禁止し、後にその他の港からの輸出も禁じた。そのため、1992年から2000年の間にはバリブスレから出荷される木炭は1日にトラック100台分にもなったが、2000年以降は1日10台にまで減少した。牧草も、2000年までにトラック30～40台分が出荷された。
1999年時点の推定人口は現在よりもかなり多い8000人である。この頃からこの地域に病気の蔓延が認められたため、ソマリア赤新月社がバリブスレなど4か所に病院を設けた。
2008年4月、この周辺を下痢症状が襲い、バリブスレを含めた周辺の4村で合計11人が死亡、750人以上が罹患。現地病院の医師はソマリランド政府とNGOのホーン・リリーフとから支援物資が送られたと語っている。
2017年11月、バリブスレで栄養不良の子供が多数発生しており、プントランド保健省に医薬物資の支援が要請されている。
2019年5月、バハン地区の攻撃を命令されていたソマリランド軍第93大隊の兵士100人（または800人）がバリブスレでプントランドに亡命した。